# Chris Witchhunter
Chris "Witchhunter" Dudek (nascido em 18 de dezembro 1965, morreu em 8 de setembro de 2008) foi um baterista alemão, conhecido por fazer parte da banda de thrash metal Sodom de 1982 até 1992. Em 2007, o baterista fez uma reunião com a banda e gravou o álbum The Final Sign of Evil.

## Discografia
- 1984: In the Sign of Evil – EP
- 1986: Obsessed by Cruelty
- 1987: Expurse of Sodomy –  EP
- 1987: Persecution Mania
- 1988: Mortal Way of Live – ao vivo
- 1989: Agent Orange
- 1989: Ausgebombt –  EP
- 1990: Better off Dead
- 1991: The Saw Is the Law –  EP
- 1992: Tapping the Vein'
- 2007: The Final Sign of Evil